# Dom van Freiberg
De Sint-Mariadom (St.-Mariendom of Freiberger Dom) is een protestants-lutherse kerk in Freiberg in de Duitse deelstaat Saksen. Paus Sixtus IV verhief het kerkgebouw in 1480 tot kathedraal. Ook na de Reformatie bleef de naam Sint-Maria gehandhaafd.

## Bouwgeschiedenis

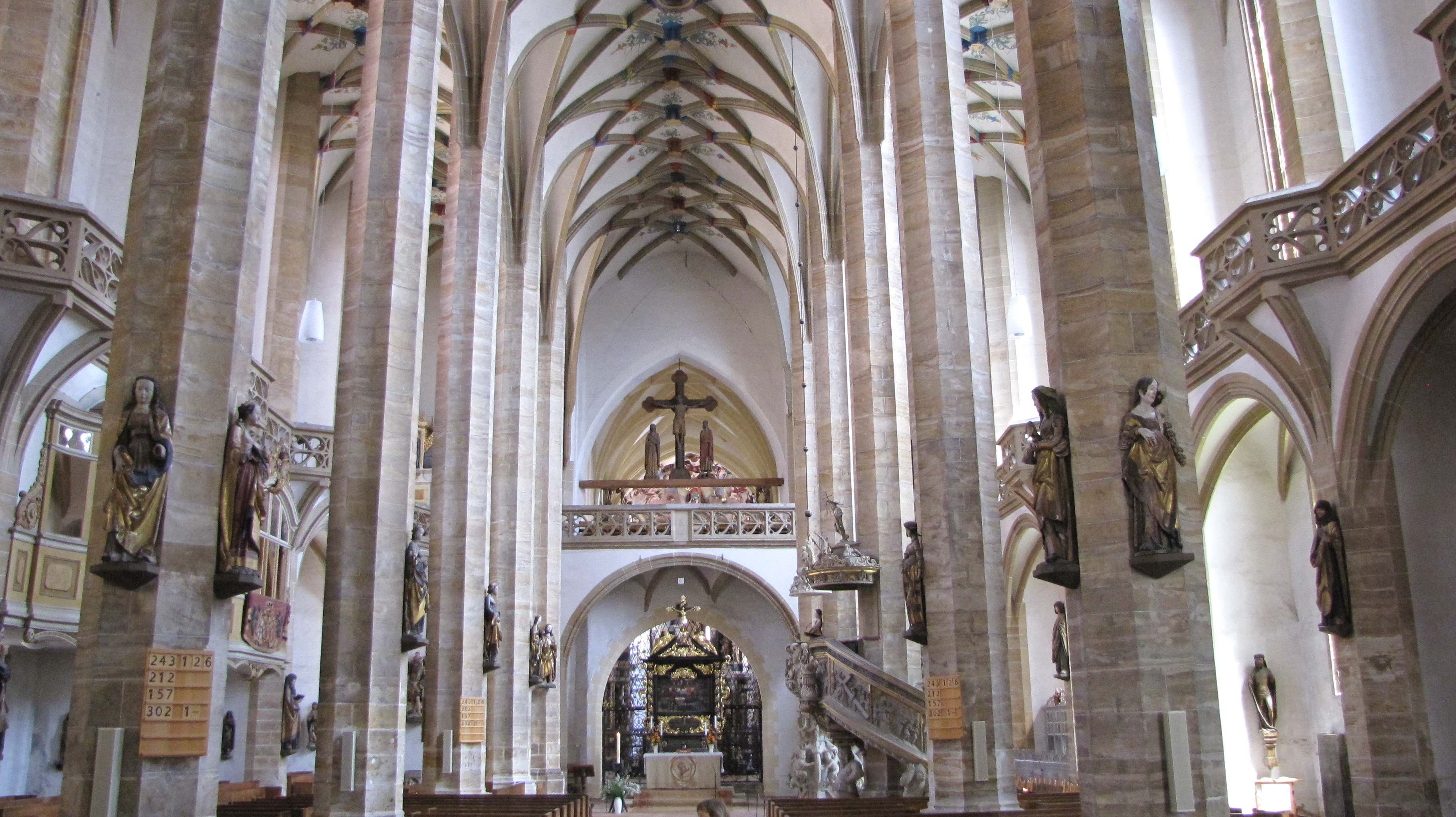
Interieur

Rond circa 1180 ontstond in het zich snel ontwikkelende Freiberg een romaanse, aan Onze Lieve Vrouw gewijde, basiliek. De parochiekerk kreeg met de laatromaanse triomfkruisgroep (1225) en de Gouden Poort (Goldene Pforte) (1230) al vroegtijdig twee zeer belangrijke, nog altijd bestaande, kunstwerken. In het jaar 1480 verhief paus Sixtus IV de parochiekerk tot collegiaal stift, maar slechts 57 jaar later werd het stift als gevolg van de intrede van de Reformatie in Saksen weer opgeheven.
Tijdens een grote stadsbrand in 1484 werd de kerk bijna geheel verwoest. Op dezelfde plaatsvond er vervolgens een nieuwbouw van de dom als drieschepige, laatgotische hallenkerk plaats.
Opvallend zijn de twee naast elkaar staande kansels in het middenschip. De ene kansel is de vrijstaande uit 1505 daterende Tulpenkansel van de meester H.W. (lange tijd werd aangenomen dat het een werk van de Duitse beeldhouwer Hans Witten was, maar meer recent wordt dit weer betwijfeld), de andere preekstoel draagt de naam Bergmannskansel en dateert uit 1638.

## Architectuur en kunstgeschiedenis

#### Gouden Poort
De Gouden Poort van de dom is een laatromaans stenen portaal uit circa 1230 aan de zuidelijke zijde van de kerk. De beelden en rijk versierde zuilen wisselen elkaar af en oorspronkelijk waren ze kleurrijk beschilderd. Ter bescherming van het portaal tegen invloeden van buitenaf werd in de jaren 1902-1903 een voorbouw van de uit Dresden afkomstige architecten Schilling & Graebner gebouwd, die een mengstijl van gotiek en jugendstil vertegenwoordigt.
Het timpaan wordt versierd met een tronende Moeder Gods met de drie heilige koningen, een engel en Jozef. Aan de stutpalen tussen de zuilen staan de beelden van oudtestamentische figuren en in de geornamenteerde archivolten in vier bogen beeldhouwwerk die de Verlossing en het Jongste Gericht voorstellen. De Gouden Poort behoort tot de hoofdwerken van Duitse beeldhouwkunst in de 13e eeuw. Een kopie van het kunstwerk bevindt zich in Boston (Verenigde Staten) en één in het Poesjkinmuseum te Moskou.

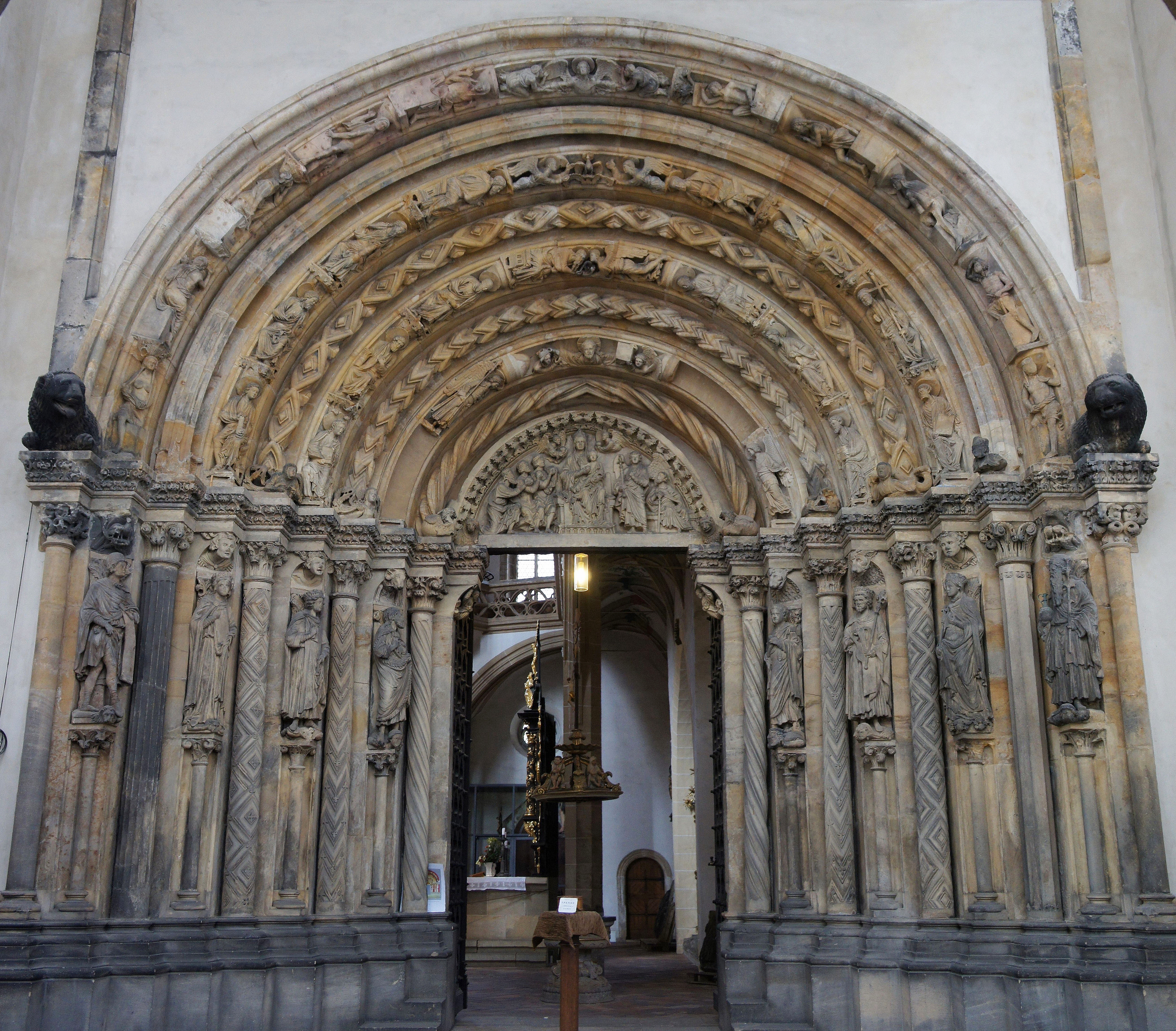
De Gouden Poort
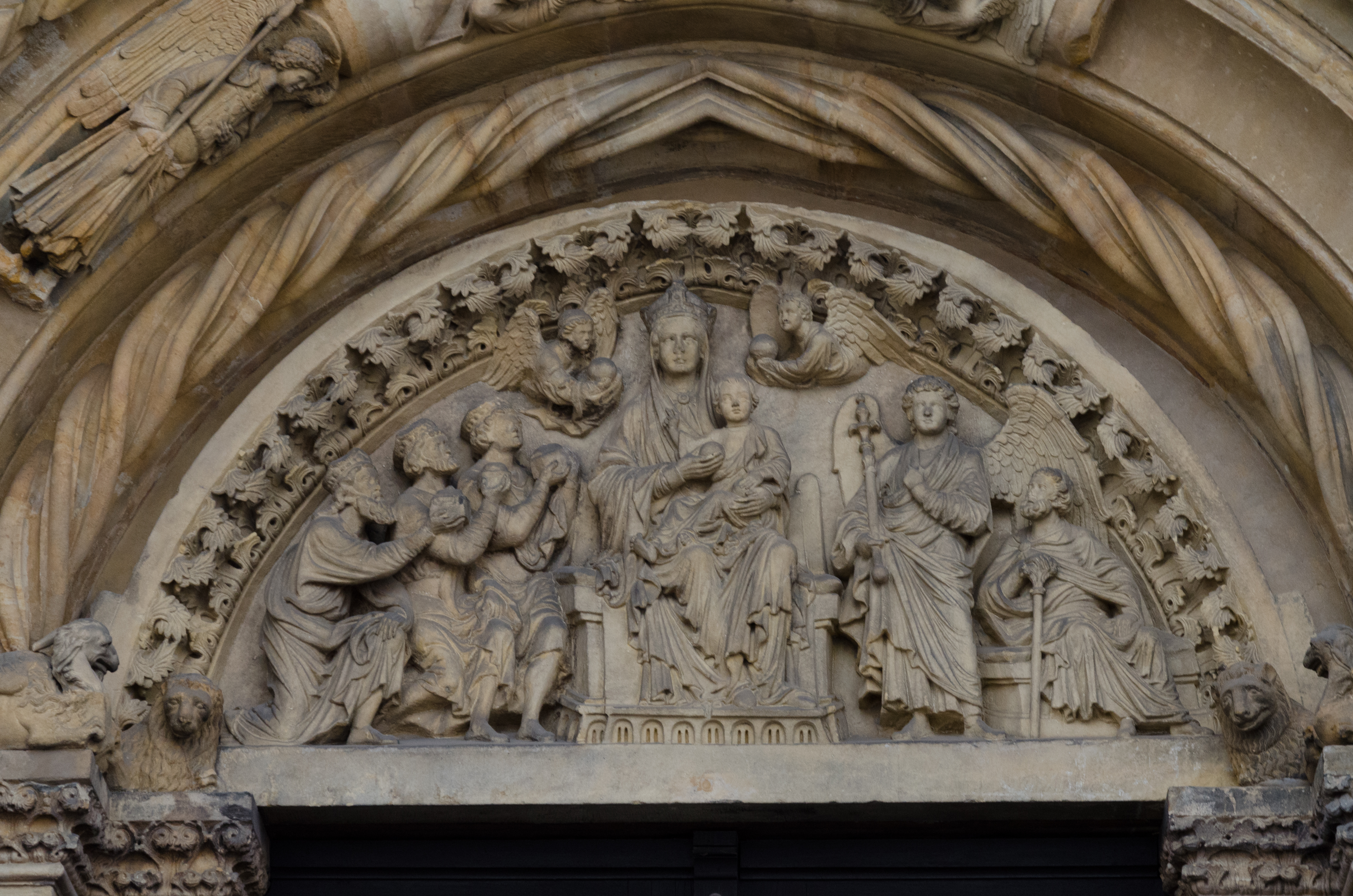
Timpaan
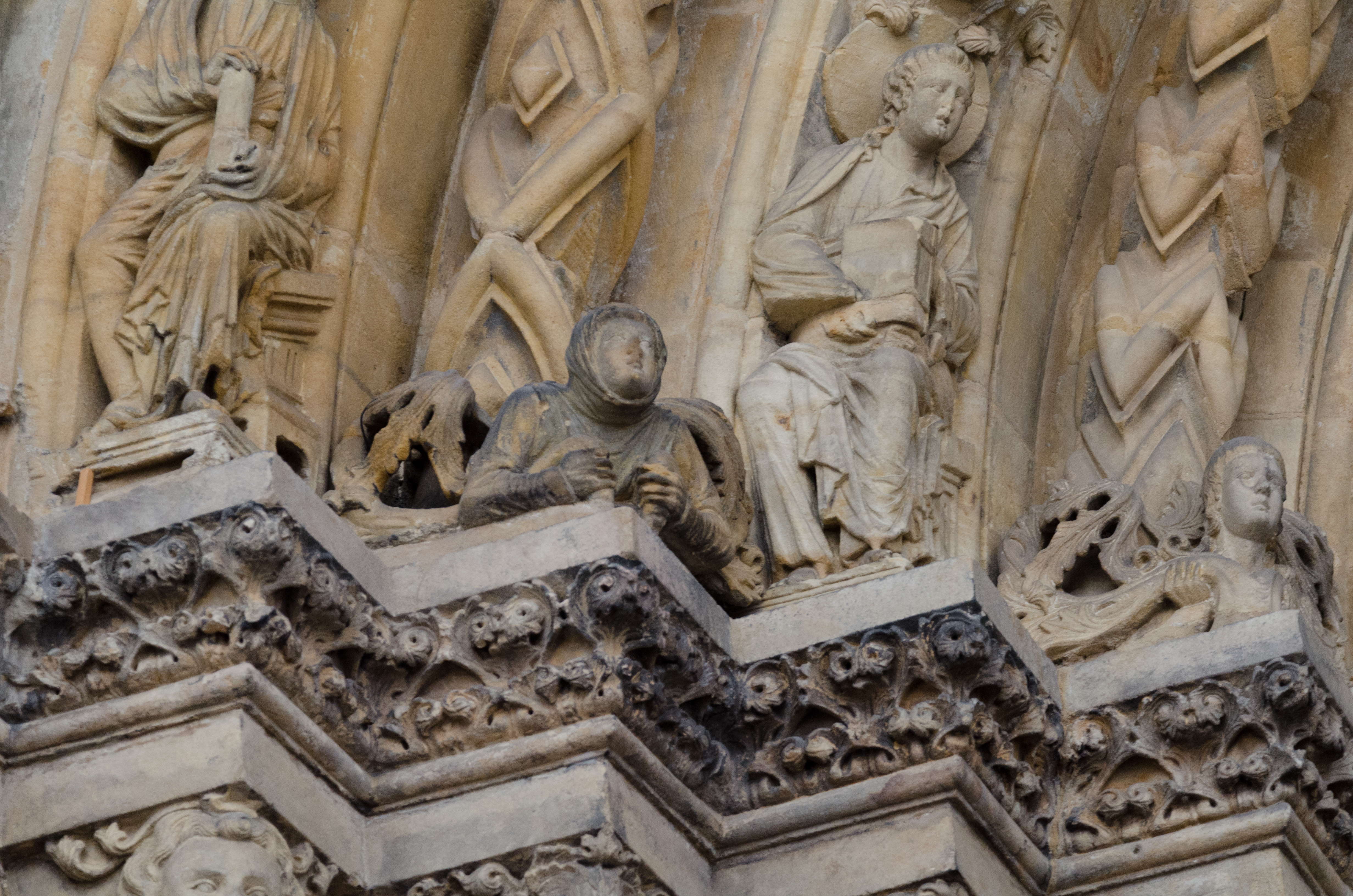
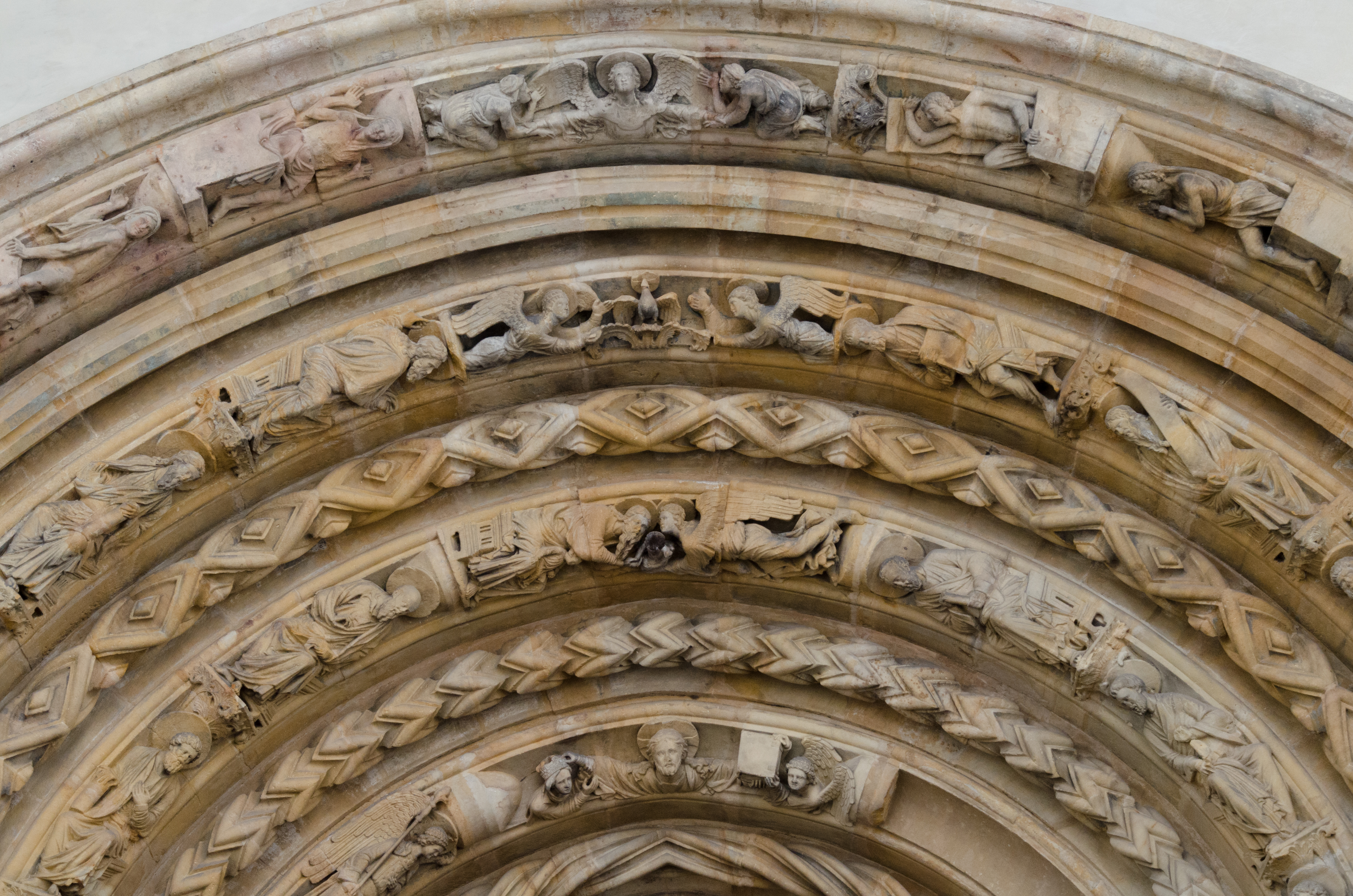
Archivolten
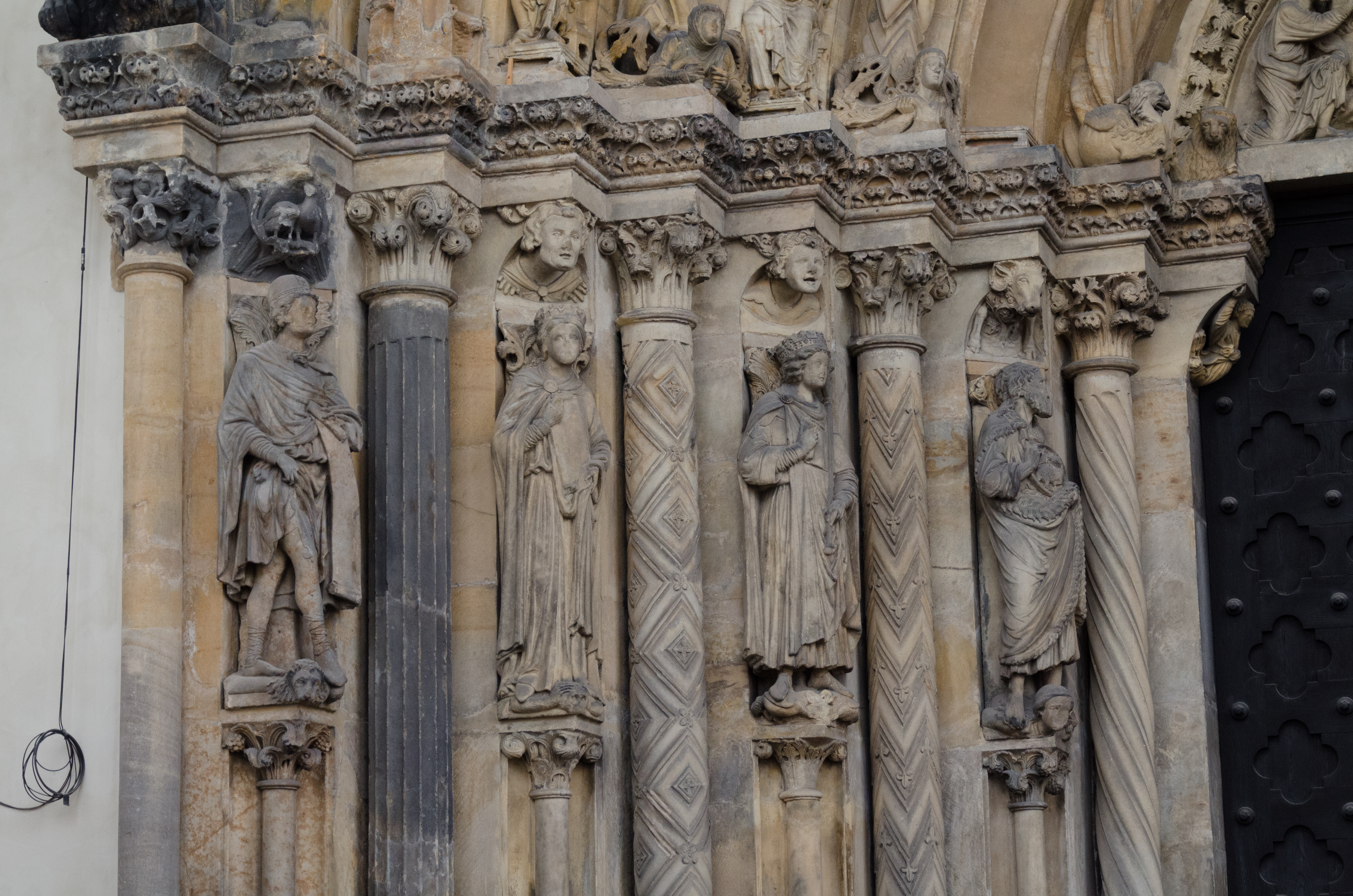
Daniël, de koningin van Seba, Salomo, Johannes de doper
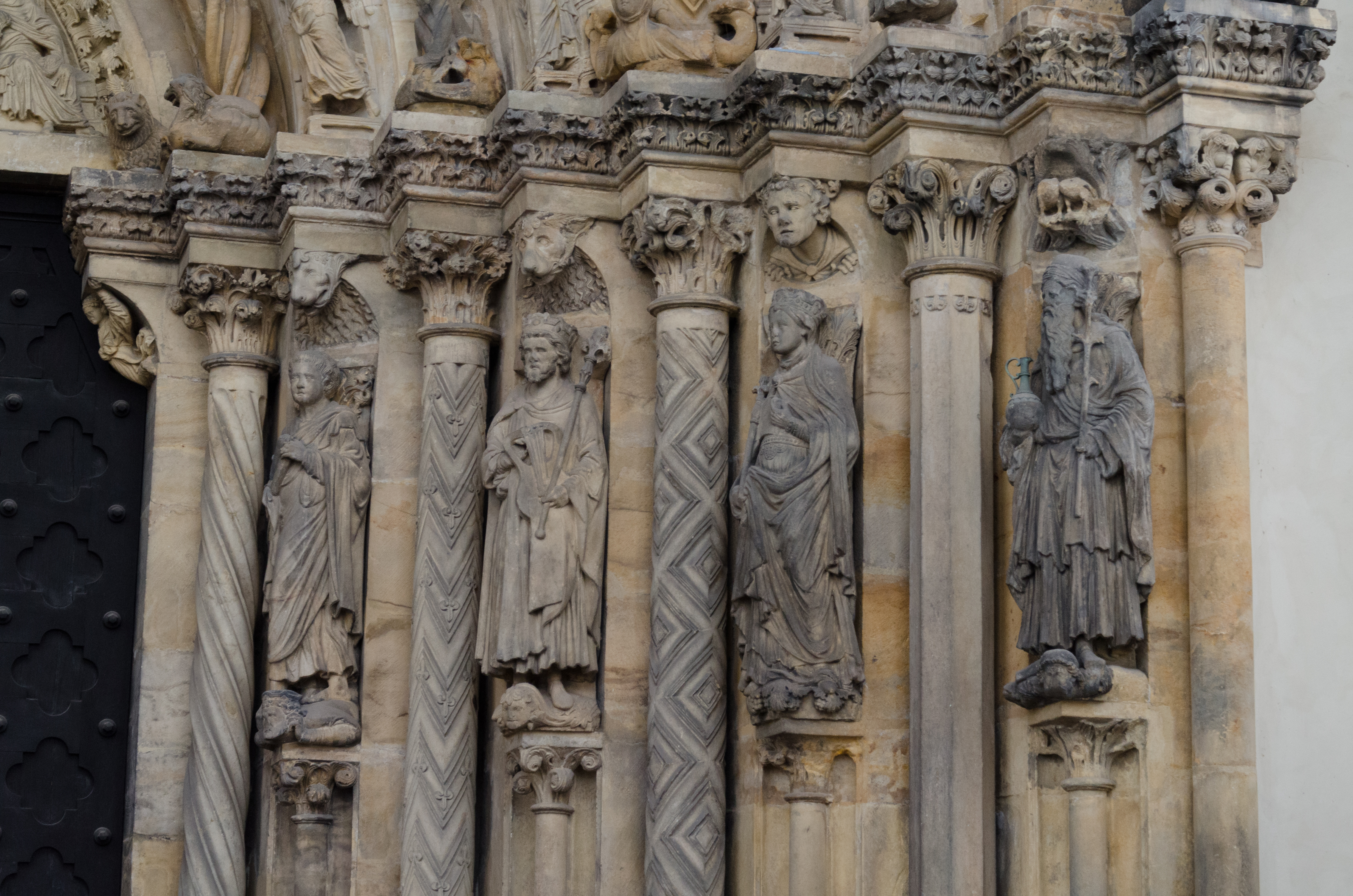
Van links naar rechts: Johannes de Evangelist, koning David, Bathseba, Aäron

#### Kansels
De twee naast elkaar staande kansels in het middenschip zijn een grote zeldzaamheid.
- De Tulpenkansel is een van de meest belangrijke kunstwerken in de dom. De kansel wordt omschreven als een unieke, eigenzinnige schepping van laatgotische kunst. Deze hoge kansel werd waarschijnlijk tussen 1505 en 1510 gebouwd en wordt noch door een pijler noch door een muur ondersteund. De naam dankt de kansel aan de vorm van een op vier stelen staande bloeiende bloemenkelk. De stengels worden met strikken aan de binnenschacht verbonden. Engelen versieren het middendeel van de voet en aan de bloemenkelk verschijnen de vier kerkvaders: Augustinus als bisschop; Gregorius als paus; Ambrosius als aartsbisschop en Hiëronymus als kardinaal. Aan de voet van de kansel zit een door leeuwen omgeven goedgeklede man, die mogelijk de schenker van de kansel moet voorstellen. De kanseltrap wordt gedragen door een jongeman, zittend op een gevorkte tak van een boomstam. Boven de preekstoel hangt een houten klankbord, bekroond met een Madonna die met haar Kind speelt.
- De andere kansel wordt de Mijnwerkerskansel (Bergmannskanzel) genoemd, naar de beelden van de mijnwerkers die de kanselkuip en de kanseltrap dragen. De reliëfs aan de opgang tonen scènes van de lijdensgeschiedenis van Christus. Het biddende echtpaar bij de voorstelling van de Kruisiging aan de kuip stelt waarschijnlijk de schenkers van kansel voor. De Opstanding is het thema van het klankbord. Een mijnwerker heeft hier de rol van de grafwachter overgenomen. Vanaf deze kansel wordt des zondags gepreekt.

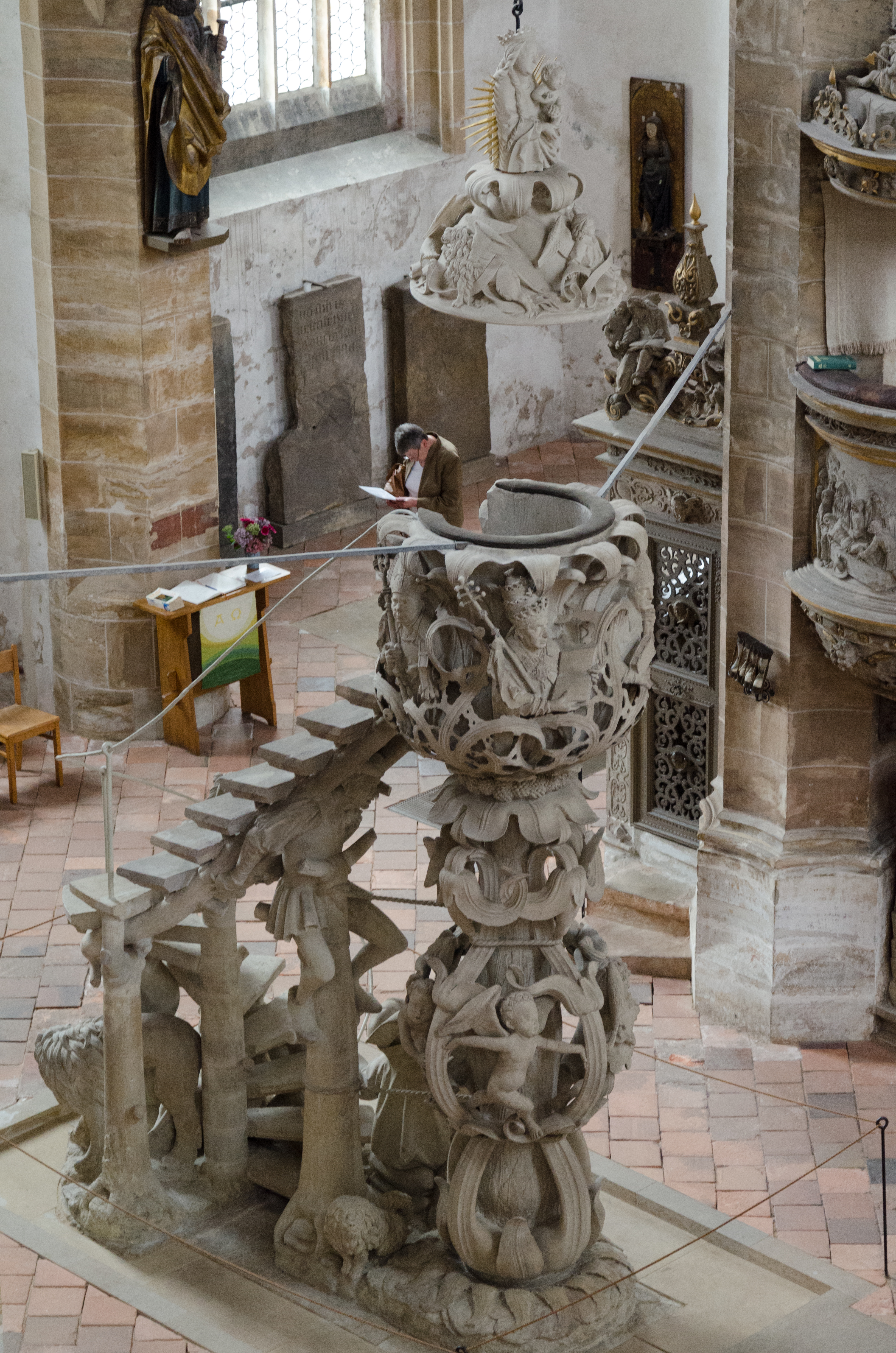
Tulpenkansel
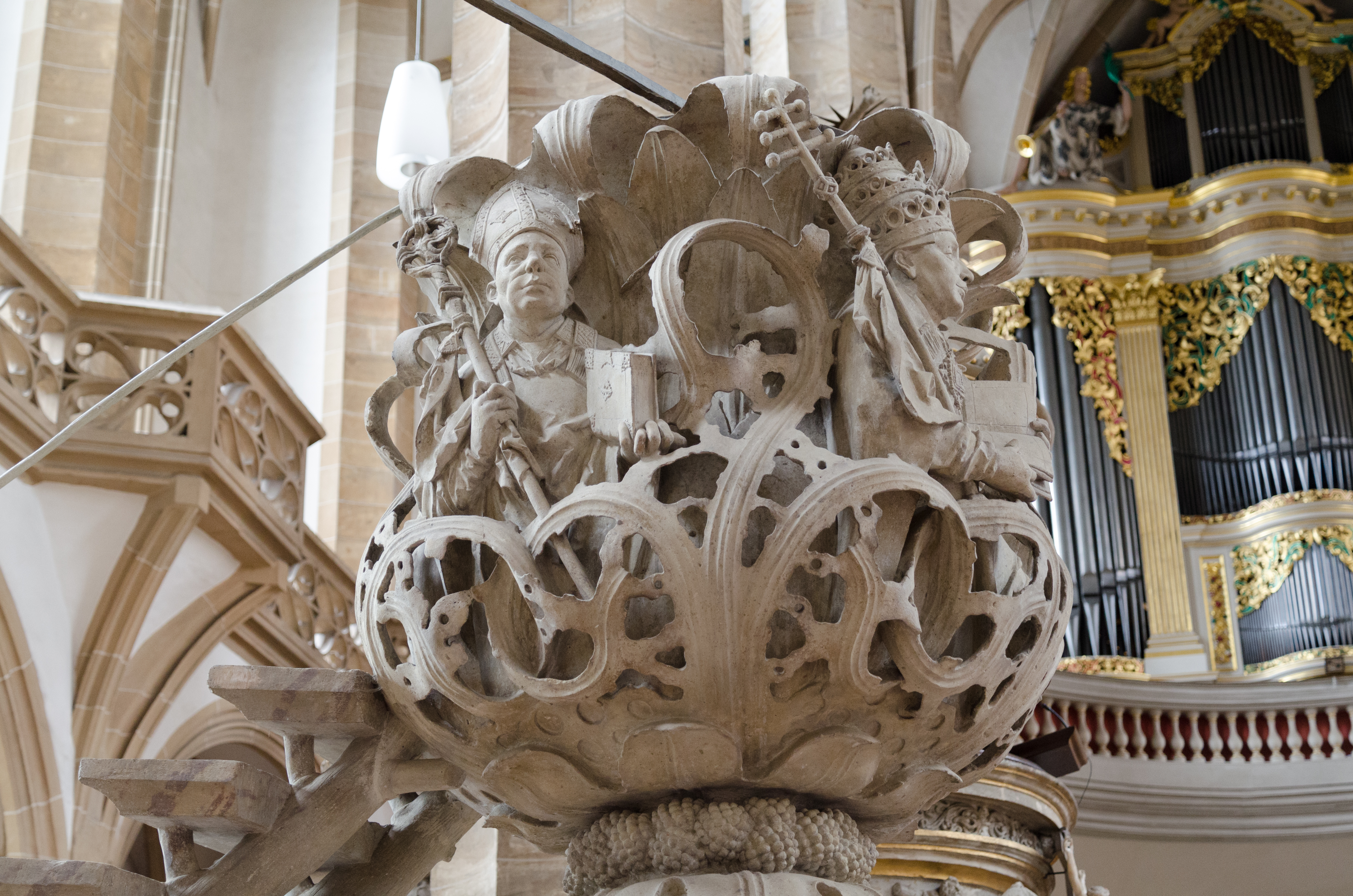
Kanselkuip van de Tulpenkansel
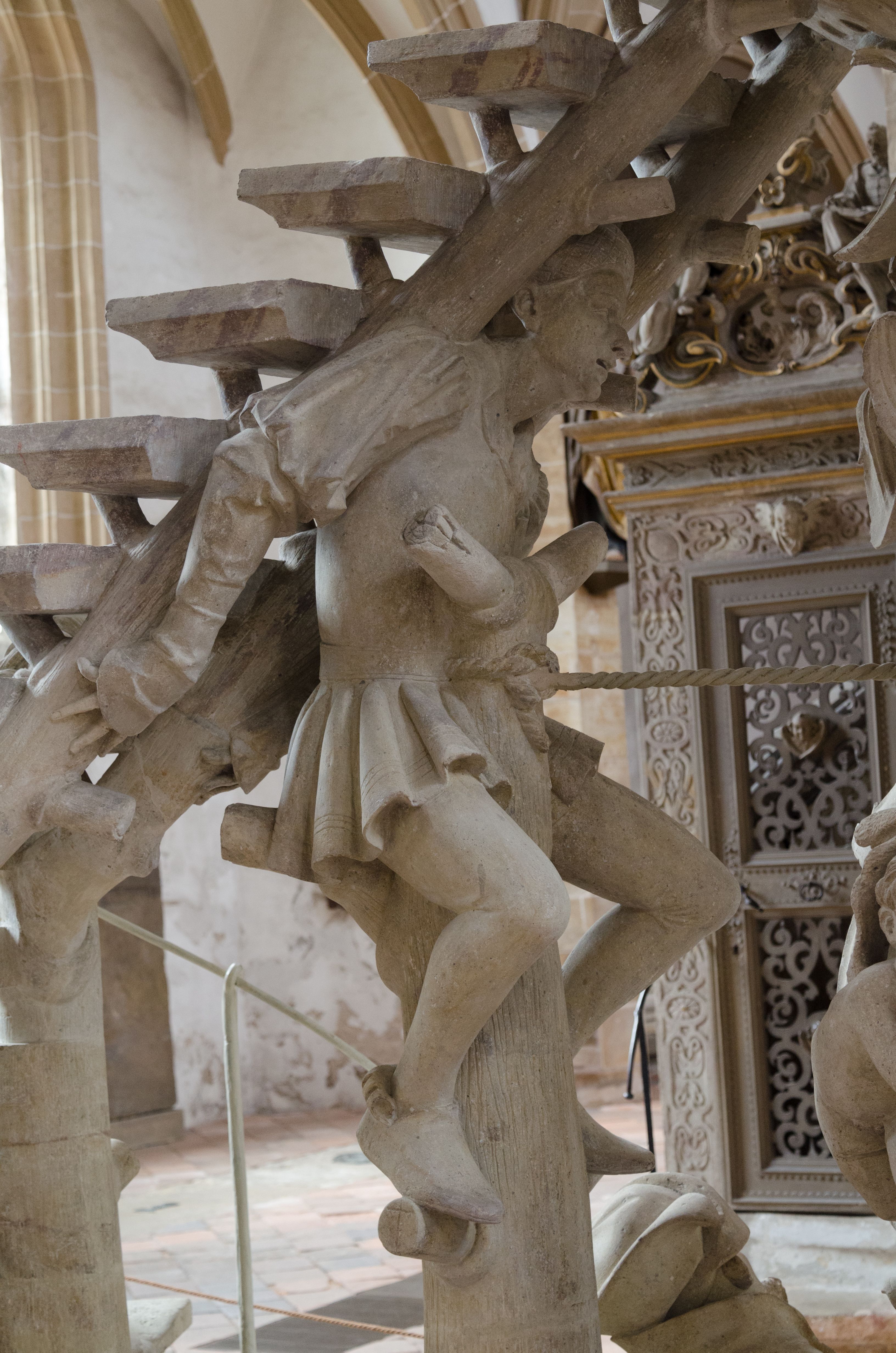
Draagfiguur van de Tulpenkansel
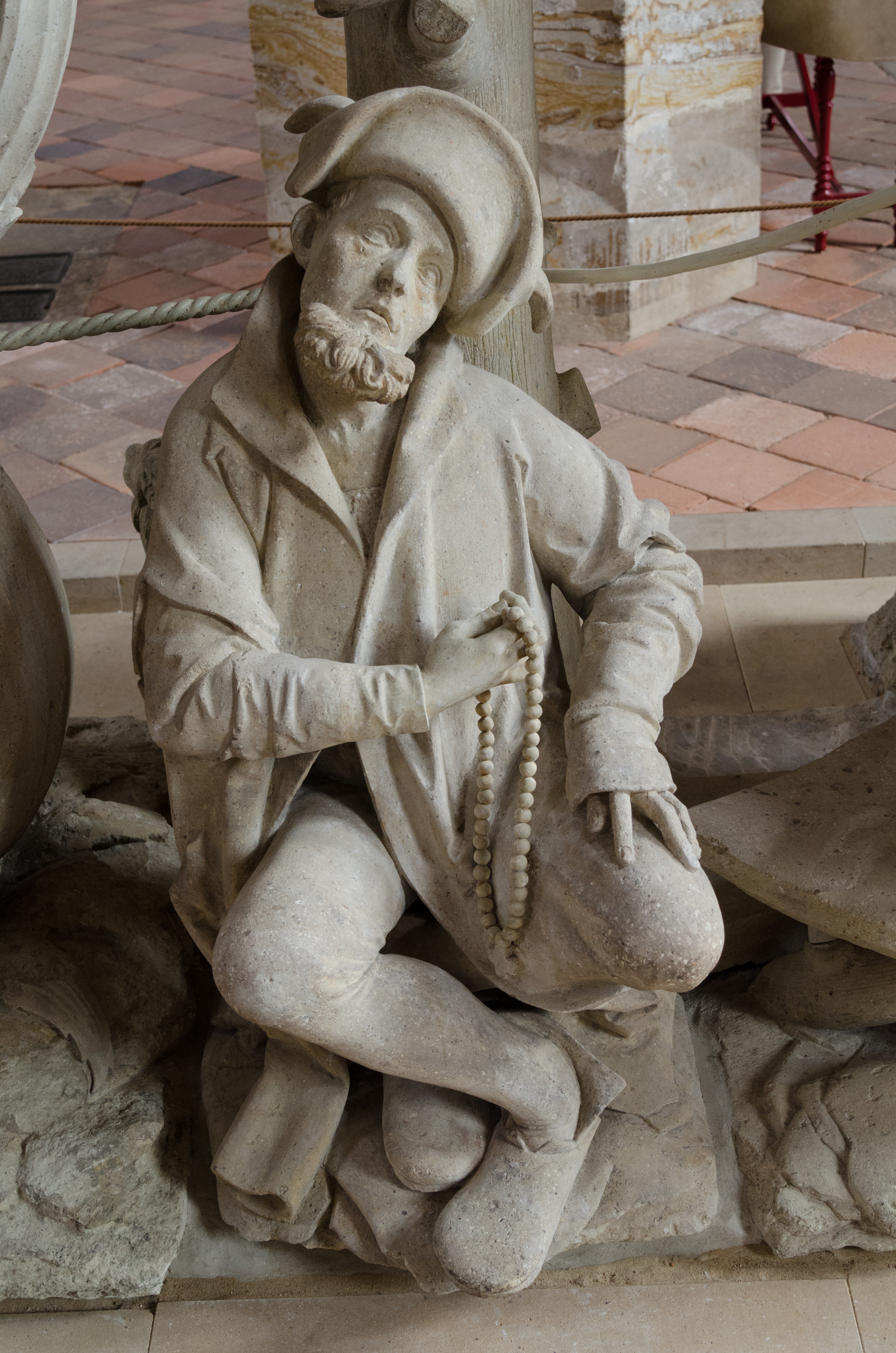
Beeld van figuur met rozenkrans aan de voet van de kansel
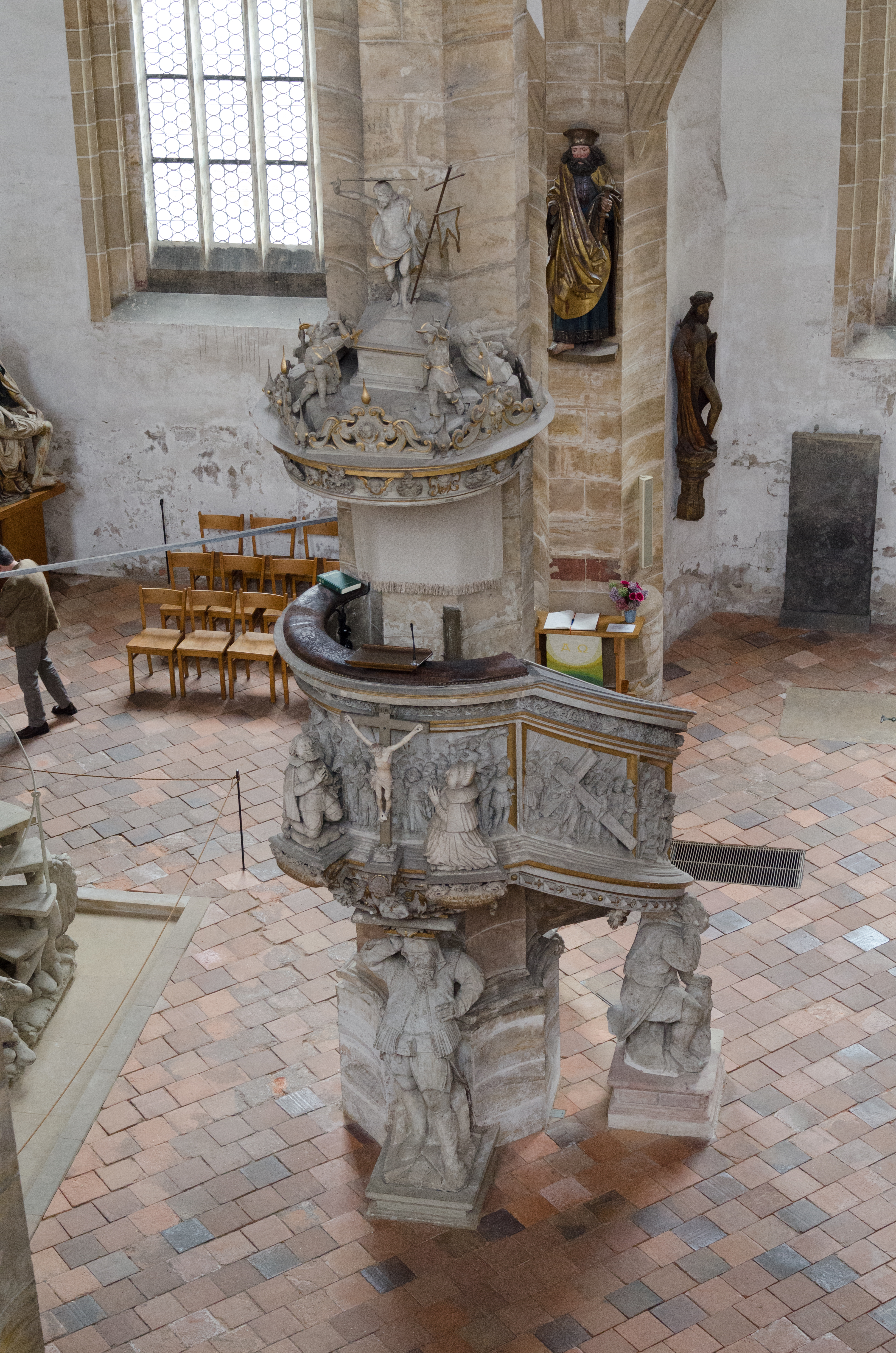
Mijnwerkerskansel
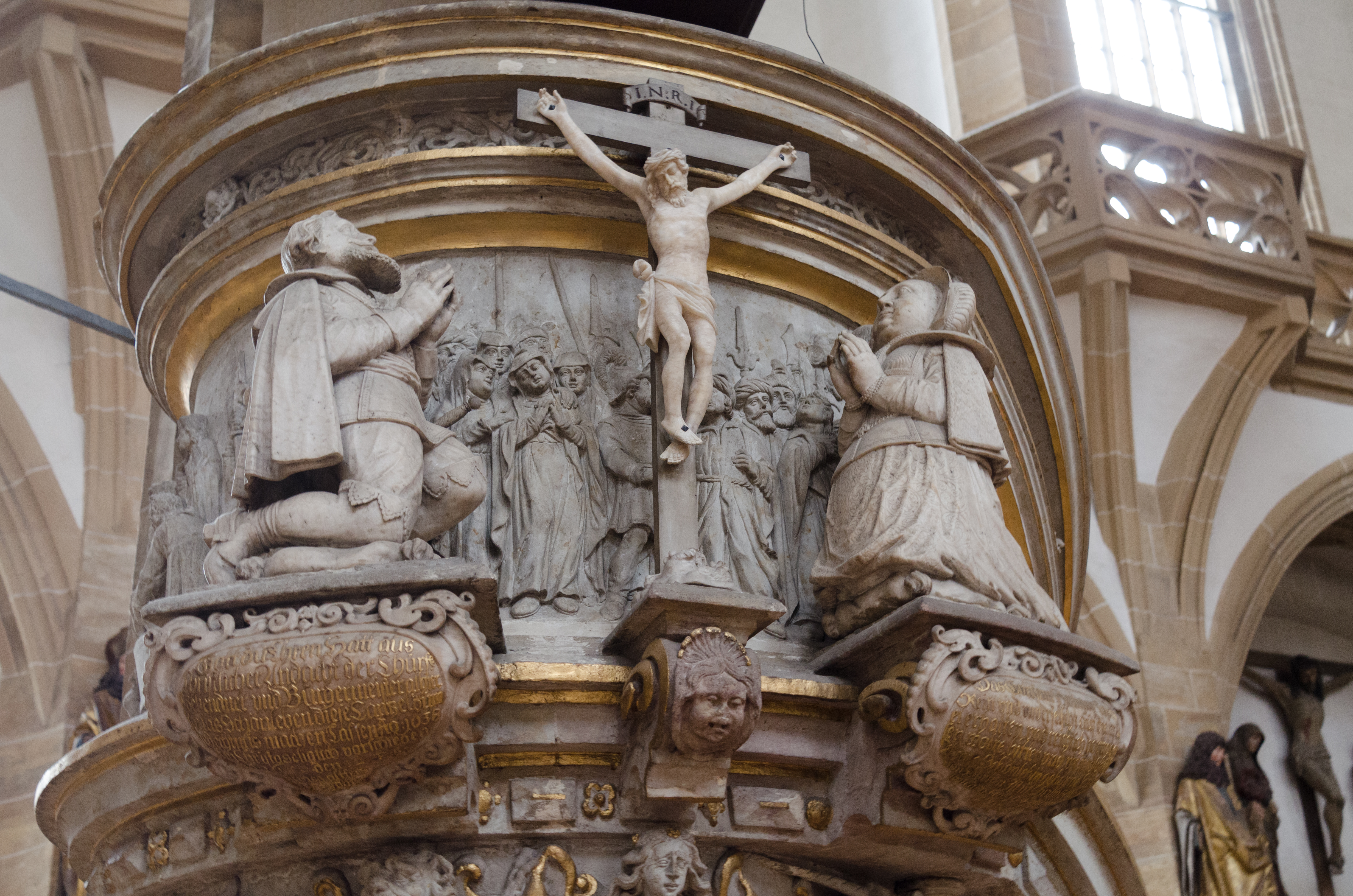
Kuip Mijnwerkerskansel met Kruisiging en biddende stichtersfiguren
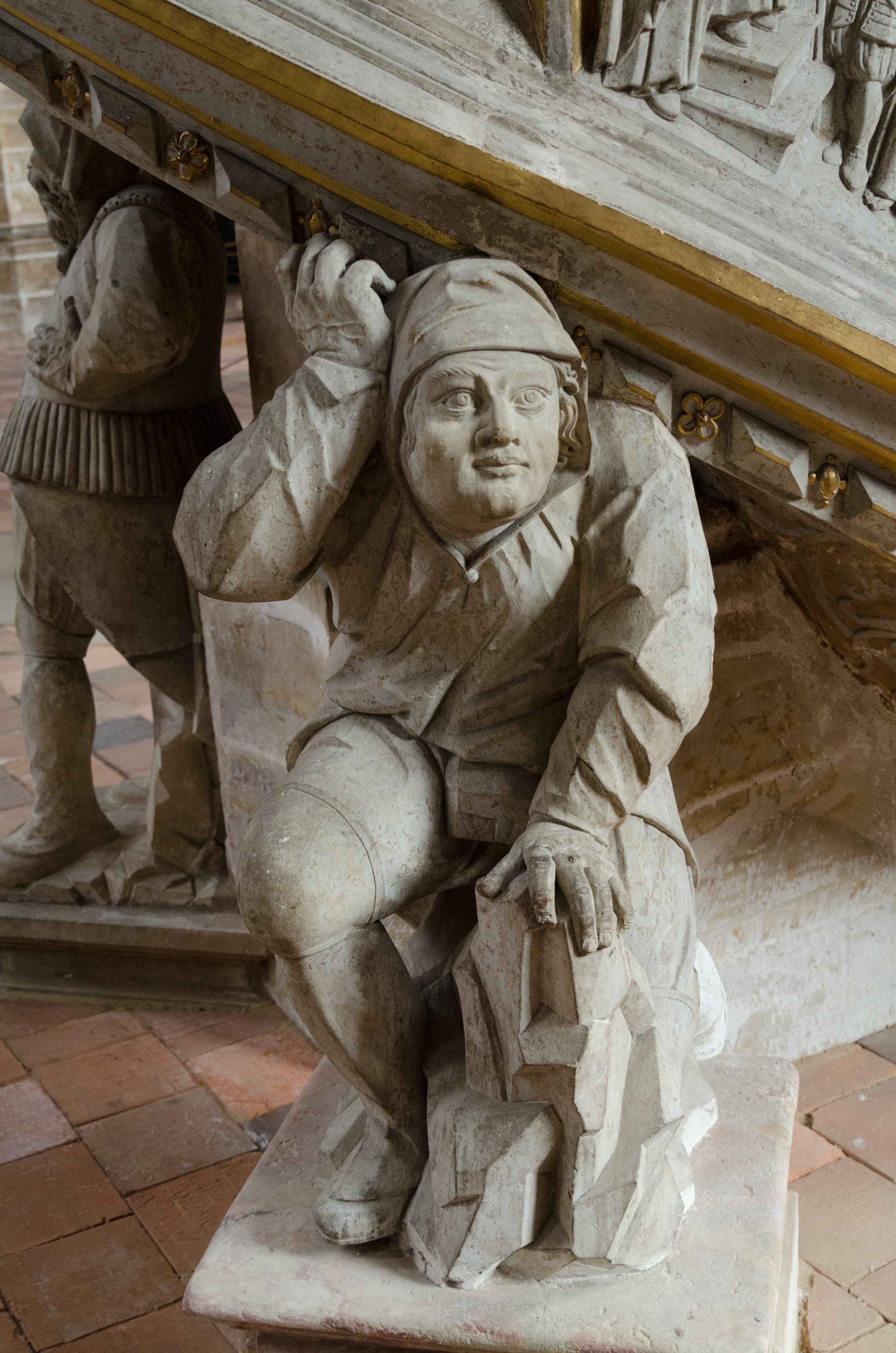
Draagfiguur van de Mijnwerkerskansel

#### Koor

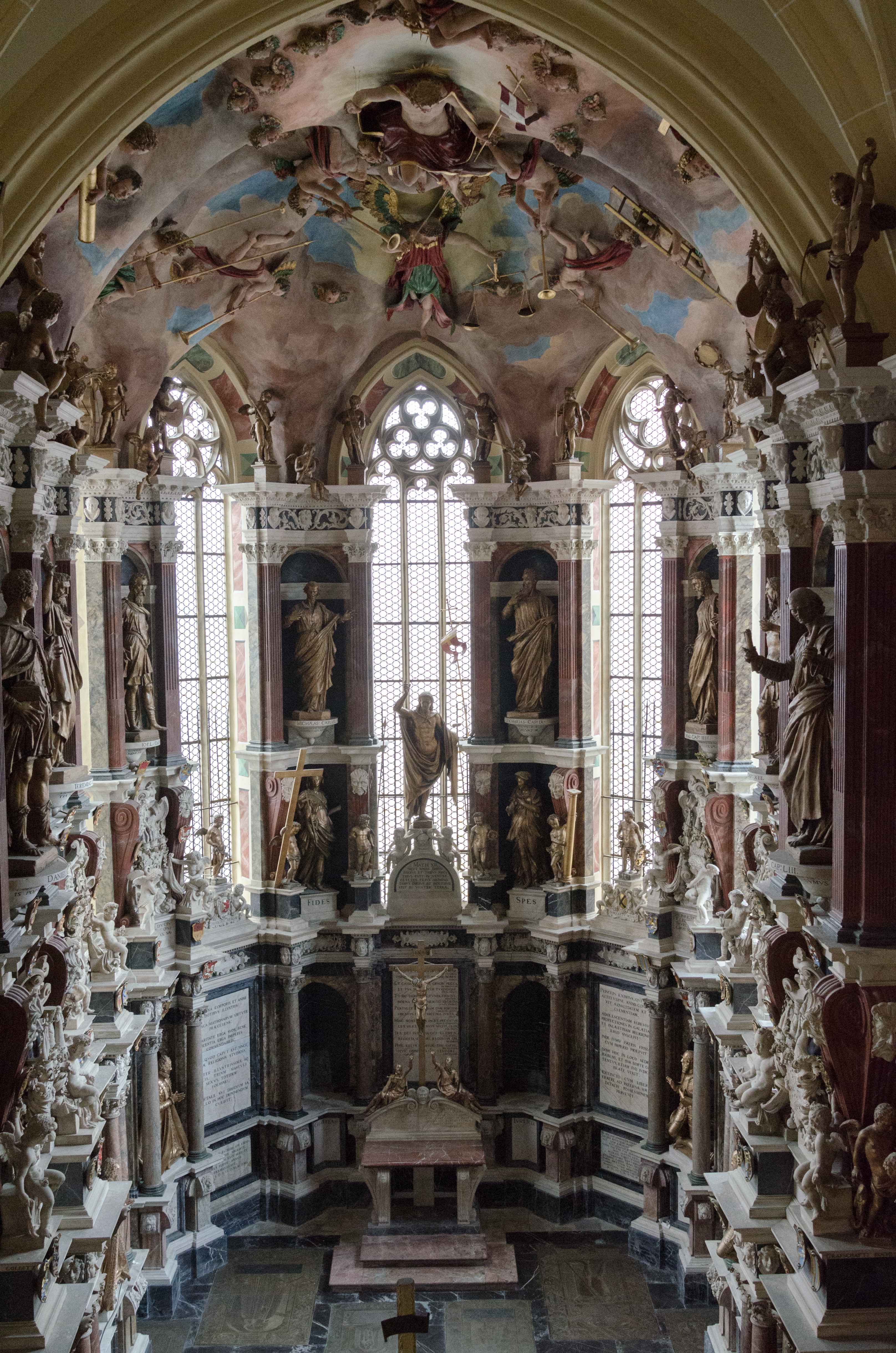
Grafkapel

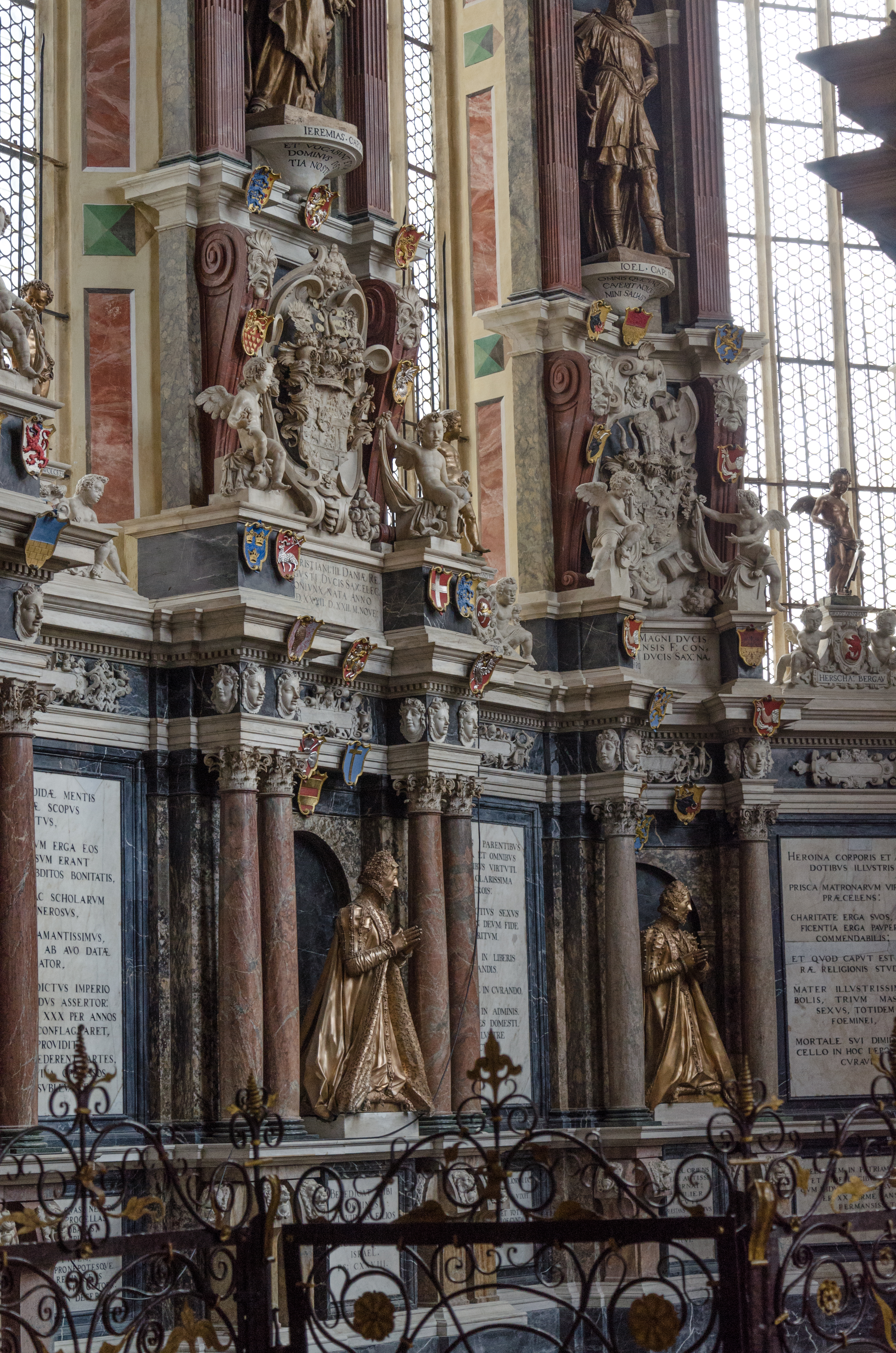
Detail grafkapel

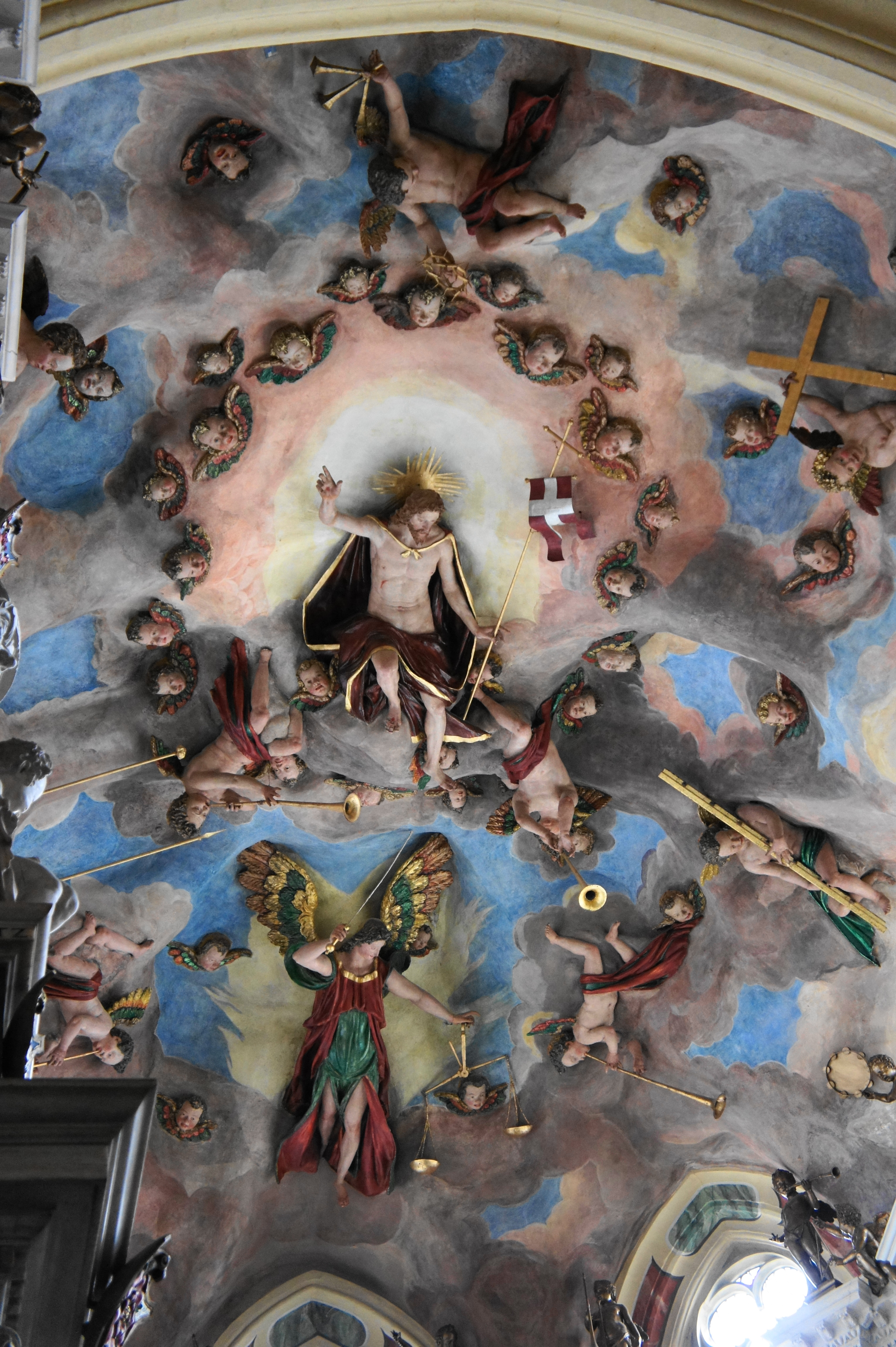
Grafkapel

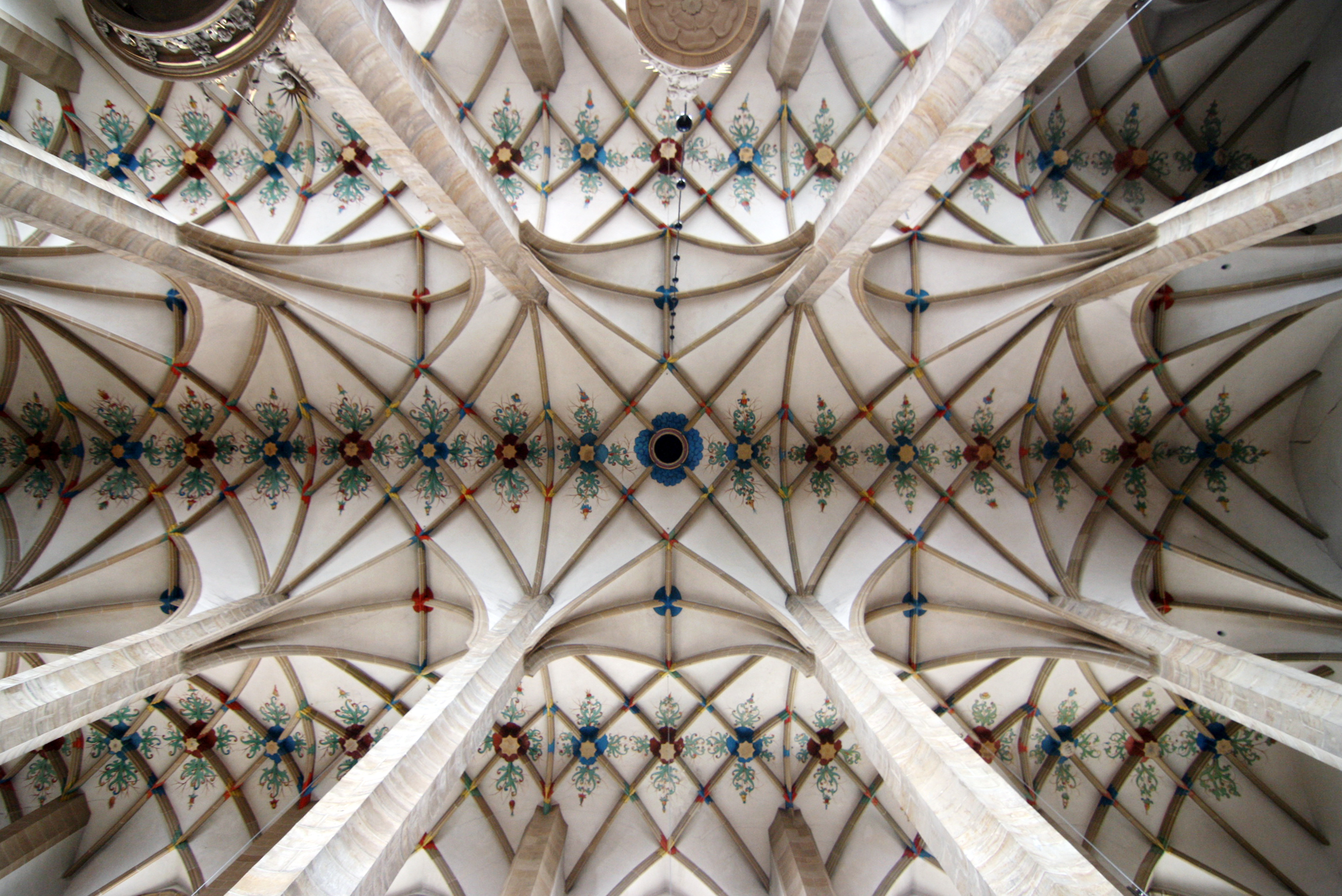
Gewelven

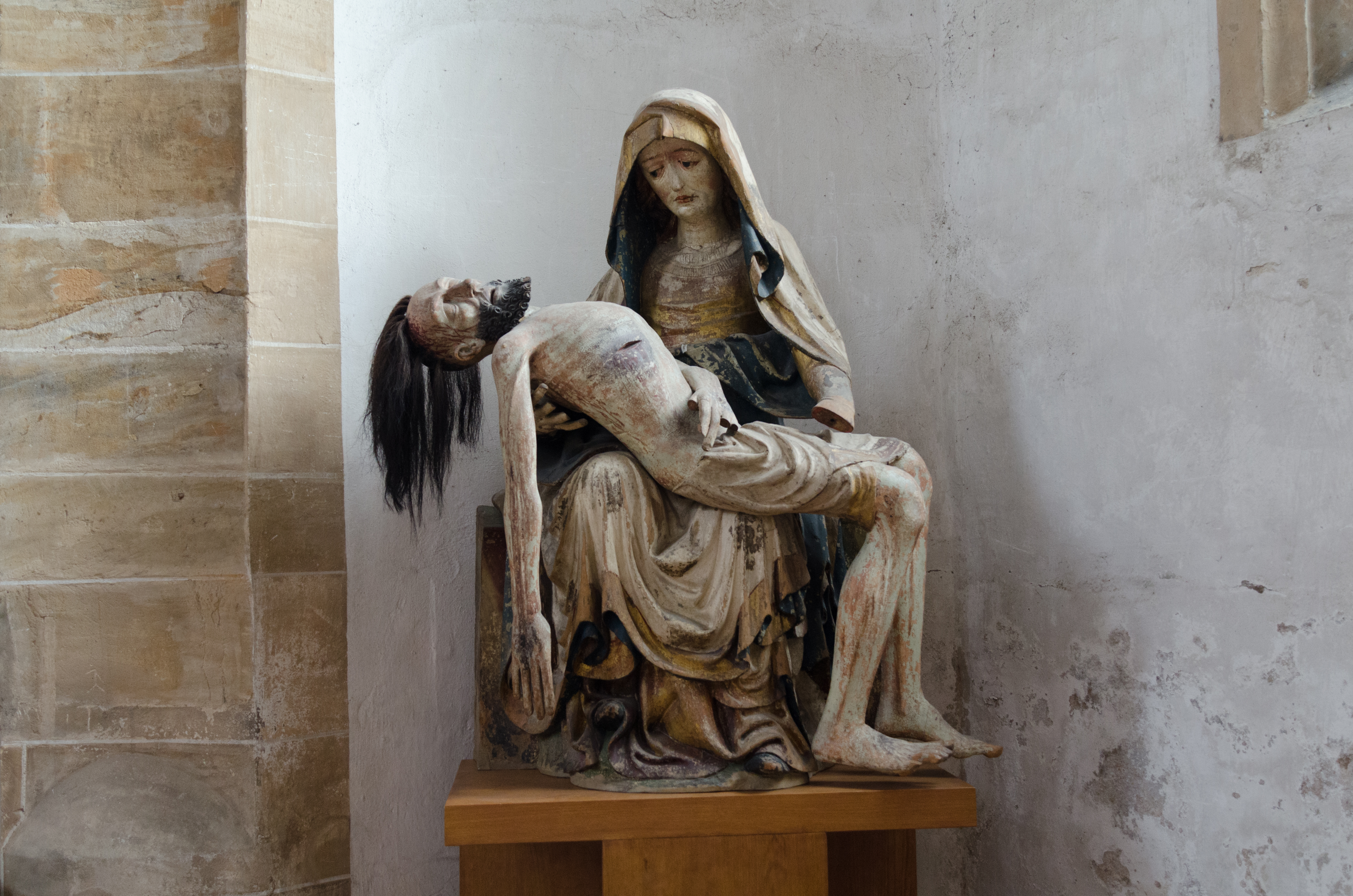
Piëta

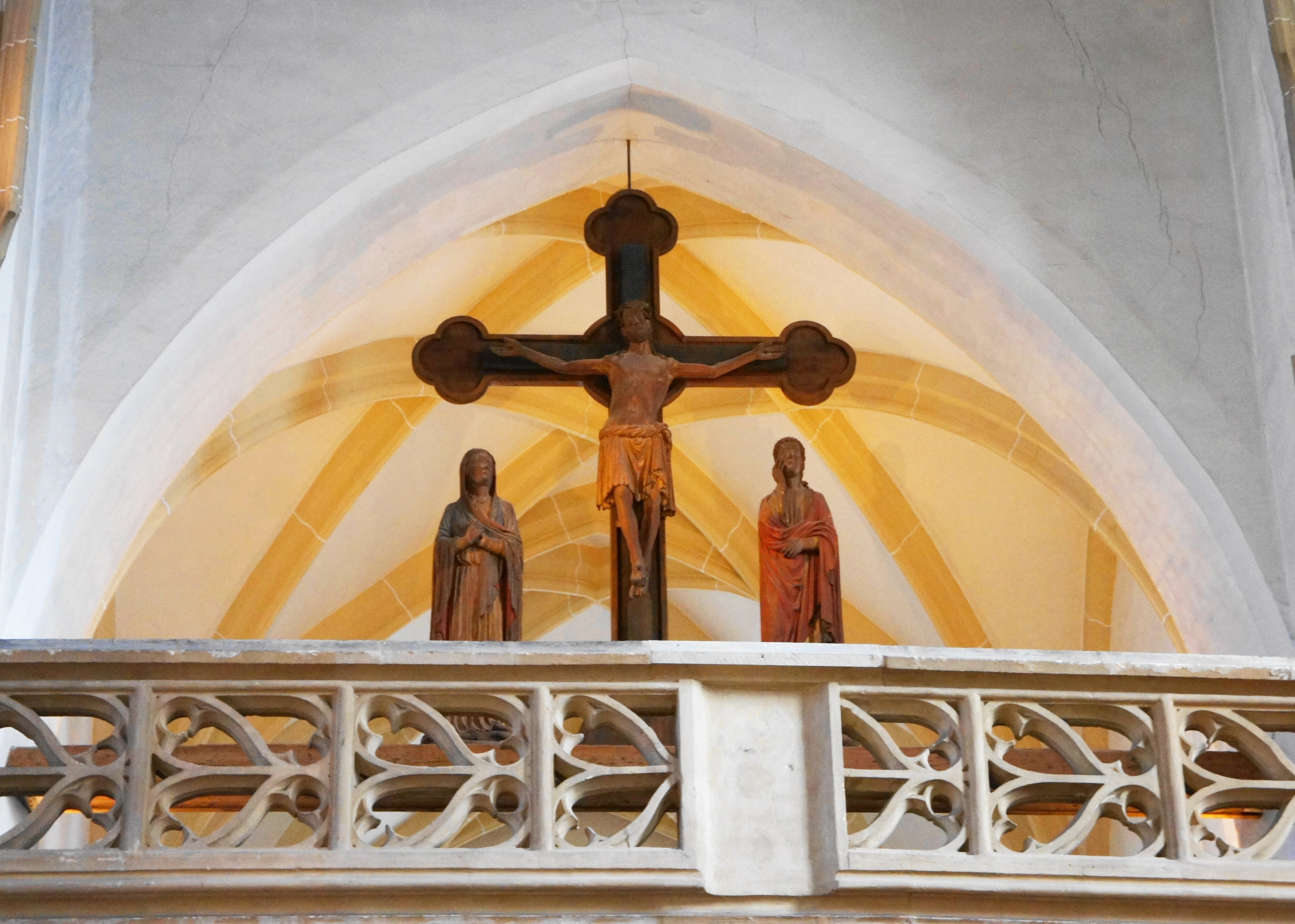
Kruisigingsgroep

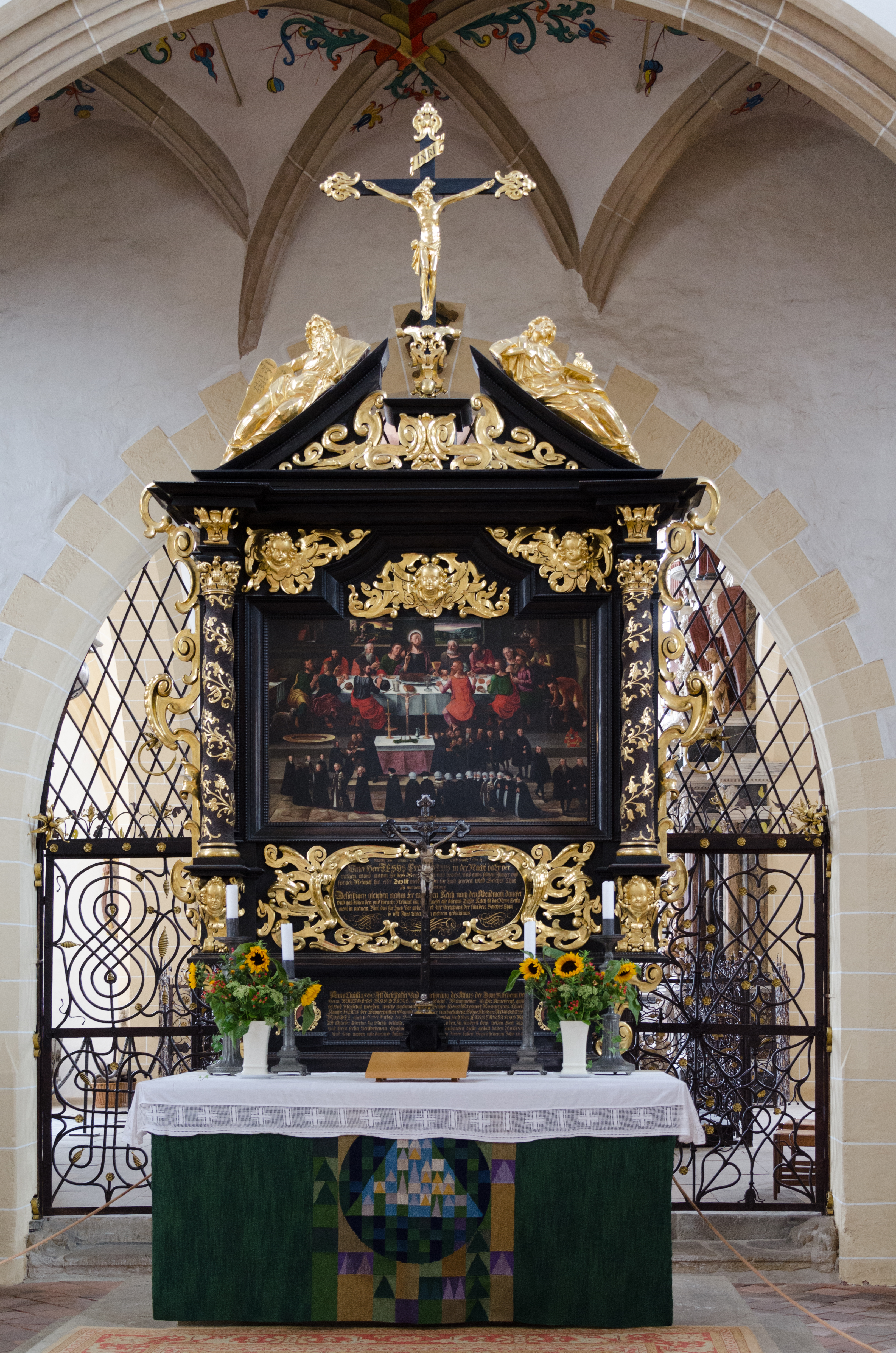
Altaar

Het koor fungeerde sinds 1541 als grafkapel voor negen Saksische vorsten en hun verwanten. Het eindigde met de bekering van August de Sterke tot het katholieke geloof.
Op de vloer van het koor liggen talrijke messing-grafplaten, terwijl de muur wordt bezet met epitafen en beelden van het vorstenhuis. Indrukwekkend zijn de beschildering en de beelden aan het plafond in de stijl van het Italiaanse maniërisme. De overgang tussen de muren en het plafond wordt gevormd door 34 musicerende engelen op de hoogste rand van de epitafenarchitectuur. Uit onderzoek is gebleken dat de instrumenten in de handen van de engelen oorspronkelijk echte instrumenten respectievelijk zeer goede kopieën betroffen. Geen van deze instrumenten bleven echter bewaard, maar met behulp van resten werd in het Museum voor Muziekinstrument van de Universiteit in Leipzig onderzoek gedaan en gereconstrueerd.
In de dom werden onder andere de volgende personen ter ruste gelegd:
- Hendrik van Saksen (1473-1541)
- Catharina van Mecklenburg(1487-1561)
- Sidonia van Saksen (1518-1575)
- Maurits van Saksen (1521-1553)
- Albert van Saksen (1545–1546), zoon van keurvorst Maurits van Saksen
- August van Saksen (1526-1586)
- Anna van Denemarken (1532-1585), gemalin van keurvorst August van Saksen
- Eleonore van Saksen (1551–1553), dochter van keurvorst August van Saksen
- Alexander van Saksen (1554-1565), zoon van keurvorst August van Saksen
- Magnus van Saksen (1555–1558), zoon van keurvorst August van Saksen
- Joachim van Saksen (*/† 1557), zoon van keurvorst August van Saksen
- Hector van Saksen (1558–1560), zoon van keurvorst August van Saksen
- Maria van Saksen (1562–1566), dochter van keurvorst August van Saksen
- Amalia van Saksen (*/† 1565), dochter van keurvorst August van Saksen
- Anna van Saksen (1567–1613), dochter van keurvorst August van Saksen
- August van Saksen (1569–1570), zoon van keurvorst August van Saksen
- Adolf van Saksen(1571–1572), zoon van keurvorst August van Saksen
- Frederik van Saksen (1575–1577), zoon van keurvorst August van Saksen
- Christiaan I van Saksen (1560-1591)
- Sophie van Brandenburg (1568–1622), gemalin van keurvorst Christiaan I van Saksen
- Anna Sabina van Saksen (*/† 1586), dochter van keurvorst Christiaan I van Saksen
- Elisabeth van Saksen (1588–1589), dochter van keurvorst Christiaan I van Saksen
- August van Saksen (1589–1615), zoon van keurvorst Christiaan I van Saksen, administrateur van Naumburg
- Dorothea van Saksen, (1591−1617), dochter van keurvorst Christiaan I van Saksen, abdis van Quedlinburg
- Christiaan II van Saksen (1583–1611), keurvorst van Saksen
- Hedwig van Denemarken en Noorwegen (1581−1641), gemalin van keurvorst Christiaan II van Saksen
- Johan George I van Saksen (1585–1656), keurvorst van Saksen
- Sibylla Elisabeth van Württemberg (1584-1606), gemalin van keurvorst Johan George I van Saksen
- Magdalena Sybilla van Brandenburg (1586-1659), dochter van markgraaf Albrecht Frederik van Pruisen, gemalin van keurvorst Johan George I van Saksen
- Christiaan Albrecht van Saksen (*/† 1612), (zoon van keurvorst Johan George I van Saksen)
- Hendrik van Saksen (*/† 1622), (zoon van keurvorst Johan George I van Saksen)
- Johan Georg II van Saksen (1613–1680), keurvorst van Saksen
- Magdalena Sybilla van Brandenburg-Bayreuth (1612–1687), gemalin van Johan George II van Saksen
- Sibylla Maria van Saksen (1642–1643), dochter van keurvorst Johan Georg II van Saksen
- Johan Georg III van Saksen (1647–1691), keurvorst van Saksen
- Anna Sophia van Denemarken, gemalin van keurvorst Johan Georg III van Saksen
- Wilhelmina Ernestina van Denemarken (1650-1706), zuster van Anna Sophia van Denemarken en gemalin van keurvorst Karel II van de Palts
- Johan Georg IV van Saksen (1668-1694), keurvorst van Saksen
- Eleonora Erdmuthe Louisa van Saksen-Eisenach (1662–1696) dochter van hertog Johan Georg I van Saksen-Eisenach, gemalin van keurvorst Johan Georg IV van Saksen
- Sophia Hedwig van Sleeswijk-Holstein-Sonderburg-Glücksburg (1630-1652), dochter van Filips van Sleeswijk-Holstein-Sonderburg-Glücksburg, gehuwd met Maurits van Saksen-Zeitz
- Johan Filips van Saksen-Zeitz (1651−1652), zoon van hertog Maurits van Saksen-Zeitz en Sophia Hedwig van Sleeswijk-Holstein-Sonderburg-Glücksburg
- Maurits van Saksen-Zeitz (1652−1653), zoon van hertog Maurits van Saksen-Zeitz en Sophia Hedwig van Sleeswijk-Holstein-Sonderburg-Glücksburg
- Zofia Agnieszka Radziwiłł (1618-1637), dochter van de Pools-Litouwse edelman Janus I Radziwil en Elisabeth Sophia van Brandenburg

#### Beelden
Onder de talrijke beelden in de kerk bevinden zich aan de pijlers de houten beelden van de wijze en de dwaze maagden (1515). De 13 apostelbeelden werden rond 1500 gemaakt. De piëta van lindenhout achter de Tulpenkansel dateert uit circa 1430.

## Orgels

#### Hoofdorgel
In de jaren 1710-1714 bouwde Gottfried Silbermann een orgel met 44 registers. Het was zijn eerste grote orgel in Duitsland en bleef het grootste instrument dat hij zelf maakte. Het behoort bovendien tot de beroemdste Duitse barokorgels en de beste bewaarde orgels van Silbermann. De test van het orgel vond door Leipzigse Thomascantor Johann Kuhnau en de hoforganist Gottfried Ernst Bestel plaats op 13 en 14 augustus 1714, de inwijding op 19 augustus 1714. De orgelbouwer voerde in 1738 een kleine verandering in de dispositie van het bovenwerk door. Het register quintadeen 8' werd in 1933 vernieuwd. Van 1981 tot 1983 restaureerde de orgelbouwfirma Jehmlich onder leiding van de restaurator Kristian Wegscheider het orgel. Het orgel vervoegt over 44 registers  (2674 pijpen), verdeeld over drie manualen en pedaal. De toon- en registertracturen zijn mechanisch. 

#### Koororgel
Tegenover het hoofdorgel bevindt zich een tweede orgel van Gottfried Silbermann. Dit kleinere instrument werd in 1718-1719 voor de Johanneskerk gebouwd en in 1939 op grond van bouwvalligheid van de kerk naar de dom overgeplaatst en als koororgel opgesteld. In 1996-1997 werd een gedeeltelijke restauratie van het grotendeels bewaarde orgel uitgevoerd.

## Klokken
Het gelui van de dom bestaat uit zes klokken, waarvan vier uit de gieterij van Oswald Hilliger in Freiberg stammen. De Große Susanne telt tot de belangrijkste klanklichamen uit deze periode in Duitsland. De tweede klok werd oorspronkelijk in dezelfde gieterij gegoten, maar moest in 1896 wegens een scheur door C. Albert Bierling (Dresden) worden omgegoten. De kleinste klok is een vervanging van een klok uit 1512 van Oswald Hilliger, die in de Tweede Wereldoorlog werd afgeleverd en van het Hamburgse klokkenkerkhof niet meer terugkeerde.  
| Nummer | Naam          | Gietjaar | Gieter, gietplaats          | Doorsnee (mm) | Gewicht (kg) | Nominaal (Halve toon-1/16) | Luidschema                                                                        |
| 1      | Große Susanne | 1488     | Oswald Hilliger, Freiberg   | 1902          | 4220         | b0 +7                      | Hoogfeesten (Kerst, pasen en pinkssteren)                                         |
| 2      | Lutherglocke  | 1896     | C. Albert Bierling, Dresden | 1268          | 1170         | es1 +12                    | Zondagen (met uit uitzondering van de veertigdagentijd), bij kerkelijke concerten |
| 3      | Morgenglocke  | 1496     | Oswald Hilliger, Freiberg   | 850           | 392          | c2 +4                      | middagluiden                                                                      |
| 4      | Kinderglocke  | 1496     | Oswald Hilliger, Freiberg   | 764           | 280          | d2 −1                      | avondluiden                                                                       |
| 5      | Silberglocke  | 1496     | Oswald Hilliger, Freiberg   | 652           | 196          | f2 +2                      | ochtendluiden                                                                     |
| 6      | Taufglocke    | 1956     | Klokkengieterij, Apolda     | 557           | 120          | g2 ±0                      |                                                                                   |

## Gebruik
De domkerk wordt ook tegenwoordig nog door de gemeente voor de eredienst gebruikt. Het kerkgebouw kan dagelijks worden bezichtigd in het kader van de rondleiding.